# (4136) Artmane
(4136) Artmane ist ein Hauptgürtelasteroid, der am 28. März 1968 von Tamara Michailowna Smirnowa vom Krim-Observatorium aus entdeckt wurde.
Der Asteroid wurde nach der lettischen Schauspielerin Vija Artmane benannt.